# Тен-Бур
Тен-Бур (нидерл. Ten Boerо файле) — город и бывшая община на севере Нидерландов, в провинции Гронинген. Население общины Тен-Бур на 1 января 2007 года составляло 7 238 человек. 1 января 2019 года Тен-Бур вместе с общиной Харен был присоединён к общине Гронинген.
В общину входят населённые пункты: Гармерволде, Лелленс, Синт-Аннен, Тен-Пост, Тесинге, Винневер, Виттевирюм и Волтерсюм.

Карта общины Тен-Бур

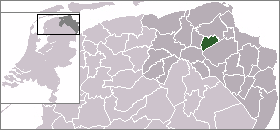
Положение общины Тен-Бур на карте провинции Гронинген и Нидерландов